# 哈西街道
哈西街道是中国黑龙江省哈尔滨市南岗区下辖的一个街道办事处，建于1961年，位于南岗区西部，地处城乡结合部，北于和兴街道接壤。

## 辖区
哈西街道下辖以下地区：
黑龙江大学社区、理工大学社区、工程力学研究所社区、机联社区、哈西小区社区和尤家社区。